# Andrzej Bartkiewicz
Andrzej Bartkiewicz (24 d'octubre de 1991) és un ciclista polonès, professional des del 2012. Actualment corre a l'equip Wibatech 7R Fuji. Competeix tant en carretera, ciclocròs i pista

## Palmarès en carretera
- 2007
  - Medalla d'or en contrarellotge al Festival olímpic de la joventut europea
- 2014
  - Vencedor d'una etapa de la Bałtyk-Karkonosze Tour

## Palmarès en pista
- 2013
  -  Campió de Polònia en Persecució